# Luchtwegen

Een compleet schematisch overzicht van de menselijke luchtwegen

De luchtwegen vormen dat deel van het lichaam waarlangs bij de meeste dieren in- en uitgeademde gassen stromen in het kader van de gaswisseling: het uitwisselen van zuurstof en koolstofdioxide. Hoe dit stelsel eruitziet verschilt per diersoort.

## Luchtwegen bij de mens en andere zoogdieren
Bij mensen en veel andere zoogdieren wordt het ademhalingsstelsel ingedeeld in de bovenste en de onderste luchtwegen.

De bovenste luchtwegen bestaan uit:
- neusholte en de bijholten
- mondholte
- farynx (keel), op te delen in nasofarynx, orofarynx en hypofarynx
- strottenhoofd (larynx) boven de stembanden

De onderste luchtwegen bestaan uit:
- strottenhoofd beneden de stembanden
- luchtpijp
- longen

De ademhalingsspieren worden wel tot het ademhalingsstelsel maar niet tot de luchtwegen gerekend.